# Mahou sensou

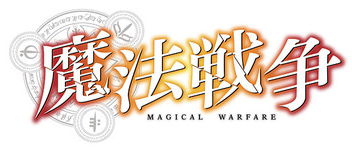
Logotipo da Ligth Novel no ideograma kanji.

Mahou sensou (魔法戦争, Mahō Sensō) é uma série de light novel escrita por Hisashi Suzuki e ilustrada por Lunalia. Doze volumes foram publicados pela Media Factory desde 25 de novembro de 2011 sob seurótulo MF Bunko J. Uma adaptação de mangá de You Ibuki começou a serialização na revista de mangá Monthly Comic Gene em 15 de abril de 2013 e Kadokawa disponibilizou os volumes digitais em inglês no BookWalker em 29 de outubro de 2015. Uma adaptação de série de anime de 12 episódios por Madhouse foi ao ar originalmente entre 9 de janeiro e 27 de março de 2014.

## Trama
Takeshi Nanase é um estudante normal do ensino médio que tem um passado um tanto sombrio e conturbado. No caminho para a prática de kendo, ele se depara com uma garota chamada Mui Aiba em um uniforme escolar que ele nunca viu antes. Depois de ser curada de volta à saúde por Takeshi, em vez de agradecê-lo, ela acidentalmente o transforma em um mágico.
Takeshi descobre que o mundo atual está dividido em dois - o mundo em que ele vive e o mundo dos mágicos. Ele também descobre que Mui é um mago matriculado na Subaru Magic Academy, onde muitos mágicos podem aprender a controlar seus poderes e viver em paz com humanos normais. Em vez de retornar ao mundo real, Takeshi e seus novos amigos mágicos Kurumi Isoshima e Kazumi Ida decidem se inscrever na academia também.
Esses três amigos estão lutando por motivos diferentes, seja para escapar de seu passado turbulento ou para alcançar o futuro. Eles possuem diferentes habilidades que devem aprender a dominar a fim de afastar os Ghost Trailers, um grupo de mágicos que recorrem à violência para afirmar sua superioridade sobre os humanos. Takeshi e seus amigos devem se esforçar para se tornarem mais fortes e devem enfrentar o líder dos Ghost Trailers para evitar que a Segunda Grande Guerra Mágica aconteça.

## Personagens

### Personagens principais
Takeshi Nanase (七瀬 武, Nanase Takeshi)
Dublado por: Mamoru Miyano
O protagonista masculino. Um calouro do ensino médio, ele é talentoso no kendo com uma personalidade séria. Takeshi tem um relacionamento frio com sua família e finge estar em um relacionamento com sua amiga de infância Kurumi. Este relacionamento é uma das principais fontes de conflito entre ele e seu irmão mais novo, Gekkō. Desde o início do ensino médio, ele optou por não chamar Kurumi pelo primeiro nome, em vez disso se referindo a ela "Isoshima-san", que é considerado muito educado para pessoas que se conhecem há tanto tempo. Takeshi se tornou um mágico depois que Mui, sem querer, o expôs à magia logo após eles se conhecerem. Ao invés de retornar ao Mundo Real com sua magia selada permanentemente, ele, junto com Kurumi e Ida, escolhe se tornar um mago e se matricula na Subaru Magic Academy. Sua magia é do tipo Evasivo e seu Aspecto (a ferramenta que atua como um foco através do qual os mágicos projetam seu poder) é um tipo de espada armada com comprimento e peso aproximados de uma espada kendo, que foi chamada de "Crepúsculo" por sua anterior proprietário, um dos 15 'Grandes Mágicos'. Ele perde sua espada após a primeira luta com Gekkō. Ele parece sentir uma grande afeição por Kurumi, embora não na mesma extensão que ela sente por ele, e parece estar ligeiramente ciente dos sentimentos de Mui por ele, e lembrou da promessa de romper o relacionamento falso com Kurumi se eles já encontraram uma pessoa que realmente amam olhando diretamente para Mui. que foi chamado de "Crepúsculo" por seu proprietário anterior, um dos 15 'Grandes Magos'. Ele perde sua espada após a primeira luta com Gekkō. Ele parece sentir uma grande afeição por Kurumi, embora não na mesma extensão que ela sente por ele, e parece estar ligeiramente ciente dos sentimentos de Mui por ele, e lembrou da promessa de romper o relacionamento falso com Kurumi se eles já encontraram uma pessoa que realmente amam olhando diretamente para Mui. que foi chamado de "Crepúsculo" por seu proprietário anterior, um dos 15 'Grandes Magos'. Ele perde sua espada após a primeira luta com Gekkō. Ele parece sentir uma grande afeição por Kurumi, embora não na mesma extensão que ela sente por ele, e parece estar ligeiramente ciente dos sentimentos de Mui por ele, e lembrou da promessa de romper o relacionamento falso com Kurumi se eles já encontraram uma pessoa que realmente amam olhando diretamente para Mui.
Mui Aiba (相羽 六, Aiba Mui)
Dublado por: Nao Tōyama (japonês)
Uma das protagonistas femininas. Um mago que foi encontrado por Takeshi quando ela desmaiou no terreno da escola, e sem querer o transformou em mago, expondo-o à magia. Ela usa magia de aceleração e está tentando libertar seu irmão mais velho da influência de Trailer. Quando Takeshi e seus amigos se matriculam na Subaru Magic Academy, Mui é transferida para a Classe C como punição, embora seja classe S em teoria e magia prática. Seu Aspect é uma arma que ela chamou de "Arthur" e tem sentimentos por Takeshi desde que se beijaram na enfermaria da escola.
Kurumi Isoshima (五十島 くるみ, Isoshima Kurumi)
Dublado por: Asami Seto
A outra protagonista feminina. Kurumi é amigo de infância de Takeshi e sua namorada falsa. Ela se tornou uma maga durante o confronto entre Takeshi e os mágicos do Trailer e ganhou a magia de Transformação. Seu aspecto é um batom.
Ela é uma linda garota e sempre foi admirada desde jovem. Desde o momento em que ela entrou no ensino médio, ela foi confessada por vários meninos, incluindo, perturbadoramente, estudantes universitários. Depois de uma experiência traumatizante com um perseguidor, ela pediu a Takeshi, a quem ela considerava o único garoto em quem ela podia confiar, que fingisse ser seu namorado para manter os outros garotos longe dela. Esse arranjo duraria até que qualquer um deles encontrasse alguém que realmente amava. Apesar de fingir estar em um relacionamento com Takeshi, ela tem sentimentos genuínos por ele e deseja se tornar um casal de verdade.
Conforme a história avança, seu passado traumático envolvendo Takeshi e Gekkō, seu relacionamento complexo com eles, e as afeições que Takeshi, Gekkō e Takao Oigami nutrem por ela servem para mover o enredo adiante. Kurumi mais tarde se torna a razão de Takeshi para desenvolver suas habilidades para que ele possa lutar contra Gekkō. Kazuma Ryuusenji, o líder do trailer, confia a ela verdades importantes.
Kazumi Ida (伊田 一三, Ida Kazumi)
Dublado por: Kenichi Suzumura
Amigo de Takeshi, que parece ser e age como um punk com cabelo descolorido espetado, brincos e anel de caveira. Ele é realmente um coração mole, muito despreocupado e tem um complexo de irmã em relação à irmã mais nova. Ele se tornou um mago no mesmo confronto que Kurumi e ganhou magia de destruição, que lhe permite produzir chamas. Seu Aspecto é um anel.

### Academia de magia Subaru
Momoka Shijō (四条 桃花, Shijō Momoka)
Dublado por: Mikako Takahashi
Uma garota que é diretora e diretora da Academia.
Makoto Hitōji (一氏 誠, Hitōji Makoto)
Dublado por: Takayuki Yamaguchi
Takeshi e o professor de sala de aula de amigos.
Nanami Hyōdō (兵頭 七海, Hyōdō Nanami)
Dublado por: Ayumi Tsunematsu
A enfermeira da escola, que idolatra Momoka Shijō.
Pops (おやっさん, Oyassan)
Dublado por: Hiroshi Shirokuma
O fornecedor de armas da Academia.
Violet North (ヴァイオレット・ノース, Baioretto Nōsu)
Dublado por: Atsuko Tanaka
Um corrupto professor de inglês na Academia que ocasionalmente adivinha o futuro. Durante uma dessas leituras, a sorte que ela contou a Kurumi a levou a desenvolver dúvidas sobre Takeshi. Violet é revelada como um membro do Trailer, tendo matado um grupo inteiro de mágicos do Wizard Brace para manter sua identidade em segredo. Kippei se refere a ela como 'V' e parece desconfiar de sua força mágica. Sua posição como professora e seu espetáculo de adivinhação permitem que ela reúna informações, influencie os alunos a agirem conforme os desejos do Trailer (por exemplo, dando informações falsas, levando-os a armadilhas etc.) ou se junte ao Trailer ou se torne mais suscetível a serem influenciados por Trailer.

### Santo Trailer
Gekkō Nanase (七瀬 月光, Nanase Gekkō)
Dublado por: Nobuhiko Okamoto
O irmão mais novo de Takeshi e o principal antagonista. Ele costumava ser uma pessoa alegre e amigável, que se dava bem com seu irmão. Ambos praticavam kendo e eram amigos de infância de Kurumi, por quem Gekkō era obcecado. O relacionamento dos irmãos azedou depois que Gekkō confrontou Takeshi sobre seu novo 'relacionamento' com Kurumi, acusando-o de tirar vantagem de seu estado vulnerável após o incidente do perseguidor. Quando Takeshi correu atrás de seu irmão para explicar a situação, Gekkō foi atropelado por um carro. O acidente causou danos permanentes à perna de Gekkō e o forçou a parar de kendo, a única coisa em que ele era melhor do que seu irmão mais velho. O ressentimento de Gekkō por seu irmão por causa de Kurumi transformou-se em ódio porque ele culpa seu irmão por roubar tudo dele (primeiro Kurumi, depois kendo) e depois, após anos de abuso mental, "fugindo" para uma nova escola (Subaru Magic Academy). Gekkō segue Takeshi para Subaru Magic Academy, para a surpresa de seu irmão mais velho e Kurumi, e acaba por ser um mago capaz de lançar uma magia muito poderosa e destrutiva. Ele se tornou um mágico por meio da intervenção de Washizu. Durante o ataque de Trailers à Academia, é revelado que ele tem uma personalidade vingativa (e sempre se acreditou superior a seu irmão) e deseja acima de tudo machucar Takeshi e tirar tudo o que ele ama. Gekkō embora perca para Takeshi após a segunda luta em sua cidade natal e a Gun Sword "Twilight" retorna para Takeshi. se surpreende Kurumi, e acaba por ser um mago capaz de lançar magia muito poderosa e destrutiva. Ele se tornou um mágico por meio da intervenção de Washizu. Durante o ataque de Trailers à Academia, é revelado que ele tem uma personalidade vingativa (e sempre se acreditou superior a seu irmão) e deseja acima de tudo machucar Takeshi e tirar tudo o que ele ama. Gekkō embora perca para Takeshi após a segunda luta em sua cidade natal e a Gun Sword "Twilight" retorna para Takeshi. se surpreende Kurumi, e acaba por ser um mago capaz de lançar magia muito poderosa e destrutiva. Ele se tornou um mágico por meio da intervenção de Washizu. Durante o ataque de Trailers à Academia, é revelado que ele tem uma personalidade vingativa (e sempre se acreditou superior a seu irmão) e deseja acima de tudo machucar Takeshi e tirar tudo o que ele ama. Gekkō embora perca para Takeshi após a segunda luta em sua cidade natal e a Gun Sword "Twilight" retorna para Takeshi. No ataque à Academia, é revelado que ele tem uma personalidade vingativa (e sempre se acreditou superior a seu irmão) e deseja acima de tudo ferir Takeshi e tirar tudo o que ele ama. Gekkō embora perca para Takeshi após a segunda luta em sua cidade natal e a Gun Sword "Twilight" retorna para Takeshi. No ataque à Academia, é revelado que ele tem uma personalidade vingativa (e sempre se acreditou superior a seu irmão) e deseja acima de tudo ferir Takeshi e tirar tudo o que ele ama. Gekkō embora perca para Takeshi após a segunda luta em sua cidade natal e a Gun Sword "Twilight" retorna para Takeshi.
Tsuganashi Aiba (相羽 十, Aiba Tsuganashi)
Dublado por: Toshiyuki Morikawa
O irmão mais velho de Mui, cujas memórias foram apagadas por Ghost Trailers. Ele está caçando Mui porque foi incumbido de trazê-la para Ghost Trailers, e é por isso que ela fugiu para o Mundo Real, onde encontrou Takeshi e seus amigos.
Takao Oigami (狼神 鷹雄, Oigami Takao)
Dublado por: Jun Fukuyama
Um membro do Trailer que possui o mesmo tipo de magia evasiva de Takeshi. Depois que ele e Hotaru foram nocauteados, eles foram detidos pela Subaru Magic Academy. Mais tarde, ele forma um vínculo estreito com Kurumi, e até a chama pelo primeiro nome, para a ira de Takeshi (que continua a chamá-la de "Isoshima-san").
Hotaru Kumagai (熊谷 蛍, Kumagai Hotaru)
Dublado por: Saki Fujita
Um membro feminino do Trailer que muitas vezes é confundido com um menino e amigo próximo de Oigami. Ela foi nocauteada por Ida e então, junto com Takao, detida pela Subaru Magic Academy.
Ushiwaka (牛若)
Dublado por: Toshiki Masuda
Um membro do Trailer que perdeu sua magia depois de atacar precipitadamente Mui e Kurumi com magia enquanto estava no mundo real.
Kippei Washizu (鷲津 吉平, Washizu Kippei)
Dublado por: Kazuya Nakai
Ele de repente aparece na frente de Takeshi e seus amigos após a batalha com Tsuganashi Aiba.
Kazuma Ryuusenji (竜泉寺 和馬, Ryūsenji Kazuma)
Dublado por: Daisuke Namikawa (Japonês); David Matranga (inglês)
O líder do Ghost Trailer que acredita que os mágicos são superiores aos humanos normais. Ele está desaparecido e esperava estar morto, desde que lançou o feitiço 'Último Requiem' durante a Grande Guerra Mágica que ocorreu 16-17 anos antes do presente. Ele então é revelado como Takeshi de outra linha do tempo que falhou em mudar o futuro continuamente, resultando em um paradoxo sem fim de eventos devido a Gekkō voltar à vida como Kazuma começando a 1ª Guerra repetidamente.

### Outros
Futaba Ida (伊田 二葉, Ida Futaba)
Dublado por: Akane Fujita
A querida irmãzinha de Ida, que atingiu sua idade rebelde. Uma vez, Takeshi a salvou de dois bandidos que a estavam assediando - algo que Ida, que chegou tarde ao local, nunca esqueceu. Ela se matricula na divisão da escola primária da Subaru Magic Academy depois que um incidente entre ela e Ida durante as férias de primavera a transforma em uma mágica.
Yōko Nanase (七瀬 陽子, Nanase Yōko)
Dublado por: Ami Nanase
Mãe de Takeshi e Gekkō. Ela tem sido fria com Takeshi desde o acidente de Gekkō. Ela guarda segredos sobre si mesma e seus filhos. Yōko foi professor na Subaru Academy e é um dos 15 "Grandes Mágicos" da Wizard Brace, uma comunidade de mágicos que acreditam na coexistência pacífica com humanos normais, que dividem o mundo em dois para evitar que 'Último Requiem' matando todos os não-mágicos.

## Media

### Light Novel
O primeiro romance leve foi publicado em 25 de novembro de 2011 pela Media Factory sob seu selo MF Bunko J. Doze volumes foram publicados em 25 de setembro de 2015. (fusão de empresas em outubro de 2013 levou a novos ISBNs)
| N.º | Data de lançamento lançamento original | ISBN lançamento original |
| --- | -------------------------------------- | ------------------------ |
| 1 | 25 de novembro de 2011                 | 978-4-8401-4305-9        |
| Takeshi Nanase encontra Mui Alba desmaiado em sua escola. Enquanto procurava por ajuda, ele descobre que ela é uma maga de outro mundo, que está sendo perseguida por uma comunidade de mago conhecida como Ghost Trailer. Seu irmão, Tsuganashi Aiba, sofreu uma lavagem cerebral para trabalhar com eles. Infelizmente, Mui acidentalmente transforma Takeshi em um mago de evasão (permitindo que ele se esquive de qualquer ataque ou feitiço lançado em sua direção), expondo-o à magia. A fim de proteger Mui, Takeshi entra em uma luta com um feiticeiro de evasão afiliado ao Ghost Trailer chamado Takao Oigami. Durante a batalha, seu amigo Kazumi Ida e sua namorada "fingida" Kurumi Isoshima também são expostos à magia e, portanto, transformados em bruxos. Depois que Oigami é derrotado, Takeshi e seus amigos vão com Mui para o outro mundo com planos de se inscrever na Subaru Magic Academy, a fim de aprimorar seus novos poderes mágicos. |                                        |                          |
| 2 | 23 de março de 2012                    | 978-4-8401-4530-5        |
| Takeshi e seus amigos agora são alunos da Subaru Magic Academy. Eles estão na classe mais baixa e Mui tem que renunciar para aconselhá-los (e como punição por deixar o campus). Uma vez que Takeshi é um mago de evasão, ele não tem nenhum "aspecto" para se concentrar e controlar seu poder mágico. Mui o leva até a loja da escola, onde ele recebe uma lendária arma de espada conhecida como Crepúsculo. Mui consegue dois ingressos para ver uma cartomante chamada Srta. Violet. Ela dá o segundo ingresso para Kurumi, que fica sabendo que Takeshi vai traí-la. Ao saber sobre o beijo acidental entre Takeshi e Mui, Kurumi começa a acreditar na previsão. Isso leva a uma discussão entre Takeshi e Kurumi, mas eles acabam se reconciliando. Miss Violet diz a Mui onde encontrar seu irmão, então ela sai para encontrá-lo. Takeshi e seus amigos deixam o campus para procurá-la e testemunhar seu irmão machucando-a. O grupo luta contra seu irmão e, graças a um ataque combinado de Takeshi e Ida, eles são capazes de derrotá-lo. Ele é levado embora por um homem chamado Washizu do Ghost Trailer. A diretora os repreende por terem saído do campus e os faz prometer que não vão partir novamente. No entanto, Takeshi diz que não vai desistir até que Mui tenha seu irmão de volta. |                                        |                          |
| 3 | 24 de agosto de 2012                   | 978-4-8401-4678-4        |
| 4 | 25 de dezembro de 2012                 | 978-4-8401-4937-2        |
| 5 | 25 de março de 2013                    | 978-4-8401-5138-2        |
| 6 | 25 de setembro de 2013                 | 978-4-8401-5284-6        |
| 7 | 9 de janeiro de 2014                   | 978-4-04-066205-3        |
| 8 | 25 de março de 2014                    | 978-4-04-066378-4        |
| 9 | 25 de agosto de 2014                   | 978-4-04-066953-3        |
| 10 | 23 de janeiro de 2015                  | 978-4-04-067313-4        |
| 11 | 24 de abril de 2015                    | 978-4-04-067472-8        |
| 12 | 25 de setembro de 2015                 | 978-4-04-067747-7        |

### Mangá
Uma adaptação do mangá por You Ibuki começou a serialização na revista de mangá Monthly Comic Gene em 15 de abril de 2013. Media Factory publicou 6 volumes tankōbon entre 27 de setembro de 2013 e 27 de agosto de 2015.
| N.º | Data de lançamento lançamento original | ISBN lançamento original |
| --- | -------------------------------------- | ------------------------ |
| 1   | 27 de setembro de 2013                 | 978-4-8401-5317-1        |
| 2   | 9 de janeiro de 2014                   | 978-4-04-066241-1        |
| 3   | 27 de março de 2014                    | 978-4-04-066512-2        |
| 4   | 27 de agosto de 2014                   | 978-4-04-066839-0        |
| 5   | 27 de janeiro de 2015                  | 978-4-04-067254-0        |
| 6   | 27 de agosto de 2015                   | 978-4-04-067579-4        |

### Anime
Foi uma das cinco adaptações de anime light novel de MF Bunko J anunciadas no evento Summer School Festival da Media Factory em 28 de julho de 2013. Uma adaptação de série de anime para televisão de 12 episódios por Madhouse foi ao ar de 9 de janeiro de 2014 a 27 de março de 2014. A música de abertura é Senkō no Prisoner (閃光 の PRISONER) tocada por Yuuka Nanri e a música tema de encerramento é "Born To Be" de Nano. Em 3 de janeiro de 2014, a Crunchyroll anunciou que obteve os direitos de streaming para os EUA, Canadá, Reino Unido, Irlanda, África do Sul, Austrália e Nova Zelândia. Sentai Filmworks licenciou o anime para lançamento digital e de vídeo doméstico na América do Norte. Kadokawa Entertainment também lançou a série em Blu-ray em 18 de abril de 2014. Aniplex Japan posteriormente lançou a série junto com World Conquest Zvezda Plot em 19 de março de 2014.

#### Lista de episódios
| # | Título                                                                                            | Exibição                |
| --- | ------------------------------------------------------------------------------------------------- | ----------------------- |
| 1 | "Garota mágica de verão" "Manatsu no mahō shōjo (真夏の魔法少女)"                                 | 9 de janeiro de 2014    |
| Takeshi Nanase é um garoto normal do ensino médio que tem um passado um tanto sombrio. Um dia, ele se depara com uma garota chamada Mui Aiba, com um uniforme que ele nunca tinha visto antes, desmaiada no campus da escola. Este encontro muda o destino de Takeshi completamente. Mui diz a Takeshi que ela é uma maga, e ela se desculpa, pois ela transformou Takeshi em um mago também. O que Takeshi conhecia como um mundo é na verdade dois - o mundo onde os mágicos vivem e o mundo onde os humanos vivem. |                                                                                                   |                         |
| 2 | "Outro mundo" "Mō hitotsu no sekai (もうひとつの世界)"                                            | 16 de janeiro de 2014   |
| Os quatro se veem observando um desastre dilapidado conhecido como O Mundo em Ruínas, após serem transportados para lá. Mui Aiba informa que é um lugar onde o tempo foi distorcido, mas ambos não são Tóquio. Na academia, Kurumi Isoshima e Mui Aiba tratam seus ferimentos com os Hornets, de Nanami Hyoudou que possui magia de cura que encurta o tempo que algo leva para curar. Eles são então levados ao escritório de Momoka Shijou e diz que os três Ghost Trailers que os atacaram foram levados sob custódia. Eles então têm duas opções: ficar no mundo dos bruxos e frequentar a escola de bruxos, ou ir para casa, enquanto também perde seu novo poder. Nanami pensa sobre isso e decide ficar e comparecer, levando os outros a aceitarem também. Eles são então colocados na Classe C. Mui também é colocado na Classe C, como punição por deixar o campus. |                                                                                                   |                         |
| 3 | "A academia mágica e fortunas amorosas" "Majikkuakademī to ai unsei (マジックアカデミーと愛運勢)" | 23 de janeiro de 2014   |
| 4 | "Mui e Tsuganashi do mundo em ruínas" "Hōkai sekai no roku to jū (崩壊世界の六と十)"              | 30 de janeiro de 2014   |
| 5 | "Testes de magia e férias de inverno" "Mahō shiken to fuyuyasumi (魔法試験と冬休み)"              | 6 de fevereiro de 2014  |
| Um novo edifício misterioso aparece no campus conjurado por magia de ilusão, que é revelado ser onde o exame de Magia Ancestral em toda a escola aconteceria. Takeshi Nanase está motivado para passar no exame, pois isso lhes daria a chance de recuperar Tsuganashi Aiba. Para a parte de Magia Evasiva do exame, Takeshi deve navegar pela cidade criada por magia de ilusão, a fim de alcançar o edifício distante. Os alunos lesionados seriam retirados do exame por serem considerados reprovadores. A cidade se revela repleta de vários obstáculos, já que uma rua está repleta de uma grande metralhadora em forma de aranha que causa grande destruição, mas Takeshi consegue evitá-la. Ele tenta confrontar Takao Oigami, que também está fazendo o exame, mas parece não se lembrar dele e do que aconteceu no mundo real. Contudo, o exame é infiltrado por Violet e dois outros trailers, fazendo com que muitos dos níveis do exame caiam, deixando-os no labirinto do Nível 1. Kurumi Isoshima fica confusa com a infiltração e destruição, e está prestes a ser esmagada por um robô gigante, mas Takao Oigami salva sua vida. Ela tenta confrontá-lo sobre o que aconteceu no mundo real semelhante ao de Takeshi, mas ele ainda não tem memória e é retirado do exame após ser atingido pelo robô, destruído por ele. |                                                                                                   |                         |
| 6 | "Batalha e recuperação" "Gekitō to dakkan (激闘と奪還)"                                           | 13 de fevereiro de 2014 |
| Com o sucesso no exame de magia, eles tiveram a chance de recuperar Tsuganashi Aiba. Momoka Shijou os informa sobre isso, e que se ela não cumprisse sua promessa, eles poderiam ter recorrido a fazê-lo por seus próprios meios. Ela entrega a Mui Aiba uma única bala contendo Magia de Vinculação, que se disparada com precisão, daria a ela a chance de capturar seu irmão sem machucá-lo. Ela invoca uma Porta Negra usando seu aspecto, que puxa dois dos Trailers Fantasmas, Takao Oigami e Hotaru Kumagai, e todos seguem por ela. Os alunos então se encontram em The Ruined World, e um veículo magicamente aparece lá com Tsuganashi e Kippei Washizu. Com a troca, Hotaru e Takao são forçados a ir até o veículo, mas Hotaru nega ser um trailer e isso tudo é uma brincadeira, enquanto Takao lembra que suas memórias devem ter sido apagadas. Kurumi Isoshima tenta agradecê-lo novamente, mas ele diz a ela para ficar mais forte e entrega a ela um objeto misterioso enquanto Takao e Hotaru são escoltados até Kippei, enquanto Tsuganashi volta para eles, e depois tenta lutar contra eles. No entanto, eles se protegem contra suas lanças de gelo. Uma grande chave é então convocada e girada e, em seguida, racha o concreto abaixo delas. Ele tenta se enganchar na parede de um prédio com sua lança de gelo enquanto se balança enquanto ela desaba abaixo dele, mas Nanami Hyoudou a quebra. No entanto, ele lança de volta ao nível do solo, empala dois alunos com lanças de gelo e voa, enquanto Mui segue seu irmão em sua perseguição. Kazumi Ida e Takeshi Nanase os seguem mais tarde, na tentativa de resgatá-los. Enquanto isso, Momoka e Nippei são vistos acima de uma ponte dilapidada, e ela afirma que ele era apenas seu mentor antes de se tornar seu inimigo. Ele afirma que eles eram companheiros de equipe antes, mas ela afirma que deveria tê-lo matado. Depois de ser acusada de não se importar com a situação do comércio, Momoka se defende que deve a ele devido à situação com Mitoka, mas ele afirma sua inocência apenas para que ela o ataque, mas ele desvia da lâmina. Mais tarde, eles entram em um duelo mágico, e ele se lembra de sua Magia Destrutiva, e que seu ataque pode derreter qualquer coisa com seu feitiço de dissolução apenas colocando seus olhos nele. Ele afirma que tudo ao seu redor vai derreter em treze minutos, e os dois desembainham as lâminas em uma batalha. A ponte então desmorona em seu duelo, e ele elogia seu poder sério. Ela teletransporta sua espada atrás dele em um ataque para dar a ilusão de que ela estava lá, mas ele afirma que é previsível, mas é mostrado que ela voltou para onde estava originalmente e invoca um tiro de arsenal. Isso faz com que a lâmina e as balas vão direto para ele, e ele voa alto no ar para escapar, mas as correntes se prendem em sua perna, capturando-o e arrastando-o para uma vala negra e fechando-a na frente dele, na qual ele pode se divertir morrendo ali com as palavras dela. Mais tarde explode, aparentemente matando-o. No entanto, o sangue começa a escorrer por sua testa e ela fica confusa, e pensa que, devido a ele estar morto, sua magia não deveria afetá-la Mais. No entanto, ele emerge do rio ainda intacto para sua surpresa e explica como ele ainda está vivo. Ele anuncia que já se passaram oito minutos desde que ele lançou seu feitiço nela, e sua roupa está rasgada, ela está sangrando e com hematomas pelo corpo. Mais tarde, ela tenta finalizá-lo com Space Arc, mas ele ainda permanece contra a sucção e ela continua a morrer lentamente de Dissolve. No entanto, um carro dos destroços é sugado, que colide com Nippei e o suga para o portal, e Momoka cai no oceano. Mui, Ida e Takeshi se encontram dentro de um misterioso covil de gelo, que é o castelo de Tsuganashi. Mui afirma que eles precisarão quebrar o teto devido ao fato de não haverem entrada e Ida se voluntaria para fazer isso para mostrar as chamas que ele está aprendendo com todas as suas aulas práticas. Ele invoca fogo de seu anel, que atira no teto, mas não o destrói. No entanto, várias lanças de gelo tentam empalá-los dentro do covil, e eles rapidamente se esquivam. Takeshi invoca Liberate e Ida entrega a ele uma bala para carregar no cartucho. A força da União! Blast Fog o manda voando de volta para o chão, com uma explosão. Mui informa que quando dois mágicos compartilham balas que o outro fez, eles precisam estar no mesmo comprimento de onda para que funcione com sucesso. Ele revela ter pensado em seu almoço ao fazê-lo, explicando porque falhou. Takeshi tenta recuperar sua espada, mas depois de segurá-la, suas mãos junto com a espada estão congeladas. Mui finalmente atira pelo teto para ir atrás de seu irmão depois de ficar frustrada com ele. Ela se vê atirada, e ele saca sua espada enquanto Ida tenta queimar o gelo que impede Takeshi de escapar. Ele percebe que nunca deveria ter desistido de Gekkō Nanase, e diz a Ida para destruir o gelo com uma explosão gigante e ele segue suas ordens. Enquanto isso, Mui continua tentando argumentar com Tsunagashi, apesar de sua perda de memória sobre eles, e depois de perguntar a ele o que ele realmente gostaria de estar fazendo, ele a silencia e tenta fazê-la parar. Ela conta a ele sua miséria depois de ficar sozinha e longe dele, e em choque, ele a joga no chão. Quando ele está prestes a acabar com ela, o lugar pega fogo quando Takeshi e Ida voltam, em defesa de Mui. Mui então se levanta e informa a Tsuganashi que seu único pedido é que ele sorria como antes e que, não importa o que aconteça, se ele estiver feliz, ela também ficará. Ela admite que a mudança de personalidade dele de gentil para descuidada a perturba, e ela chora lentamente, apenas para que as lágrimas caiam visivelmente de seus próprios olhos. Ele percebe que estava chorando, e tem um rápido flashback de memórias passadas, e Mui prepara uma bala que ela carrega em seu cartucho. Ela implora que ele volte a ser como costumava ser, e invoca Liberate, o que faz com que sua arma aumente drasticamente. Isso enfurece Tsuganashi, e ele ataca eles, mas ela atira a bala, mas a cena muda para Momoka e Nanami, quando a diretora está se recuperando de seus ferimentos e Nanami foi revelado para salvá-la. Nanami afirma que ela precisa descansar por alguns meses, mas Momoka afirma que ela vai ficar infestada de cogumelos, mas Nanami responde que ela vai dar banho diariamente, constrangendo-a. Tsuganashi é mostrado recuperado na enfermaria, quando Mui pousa a mão na dele e ele lhe dá um bom dia. Ela o abraça de alívio, feliz por ele ter voltado e diz para ele nunca mais ir embora. Kippei mostra-se vivo, e na academia, encontra Violet, que fica chocada por ele ainda estar em boas condições depois do que aconteceu. Ela os reuniu para encontrar um candidato para o quinto aluno desaparecido e pede sua sugestão. No entanto, ele prontamente matou dois dos homens com eles, chocando Violet, e ele revela que Kamura irá despertar em breve e que os trailers de Reborn continuarão e o episódio será interrompido. |                                                                                                   |                         |
| 7 | "O segredo da espada mágica" "Maken no himitsu (魔剣の秘密)"                                      | 20 de fevereiro de 2014 |
| Após o retorno de Tsuganashi Aiba, Takeshi continua tendo pesadelos durante o sono. Que pesadelos são causados por alguém que usou magia. Para acabar com o pesadelo, ele tem que explorar seu sonho e resolver as coisas com esse usuário de magia. |                                                                                                   |                         |
| 8 | "Escuridão do mago Brace" "Wizaado Bureisu no Yami (ウィザードブレイスの闇)"                      | 27 de fevereiro de 2014 |
| Agora é abril, e a Subaru Magic Academy fervilha de atividade dando as boas-vindas a seus novos alunos. Entre eles está Futaba, irmã mais nova de Ida. Devido a um infeliz incidente entre os irmãos Ida, Futaba também se tornou um mágico. Também entre os novos alunos está o irmão mais novo de Takeshi, Gekkō. |                                                                                                   |                         |
| 9 | "Prelúdio à destruição" "Hōkai e no jokyoku (崩壊への序曲)"                                       | 6 de março de 2014      |
| Ryuusenji Kazuma, o líder dos Ghost Trailers, caiu em um sono sem fim após a Grande Guerra anterior. Agora que ele acordou mais uma vez, a cortina sobe para a Segunda Grande Guerra Mágica. |                                                                                                   |                         |
| 10 | "Limites desaparecendo" "Kesareta kyōkai (消された境界)"                                          | 13 de março de 2014     |
| Depois de revelar que ele é um Trailer Fantasma, Gekkō leva Kurumi e Twilight para longe de Takeshi. O gravemente ferido Takeshi é resgatado por Kisaki Ena e seus companheiros da Comunidade conhecida como "Camelot". |                                                                                                   |                         |
| 11 | "A batalha de Pendragon" "Pendoragon no kessen (ペンドラゴンの決戦)"                              | 20 de março de 2014     |
| Takeshi continua treinando em Camelot para resgatar Kurumi. Enquanto isso, na sede do Ghost Trailers, Kurumi confronta Gekkō. Aproveitando-se de um momento de descuido, Kurumi consegue escapar de sua prisão. |                                                                                                   |                         |
| 12 | "Partiu deste mundo" "Sekai kara no shōshitsu (世界からの消失)"                                   | 27 de março de 2014     |
| Takeshi vai para casa e encontra Gekkō, empunhando um sangue Twilight modificado pingando, saindo da casa. Ele teme o pior, dado seu sonho precognitivo (que Gekkō mata sua mãe) e exige que Gekkō o deixe passar. Gekkō informa a Takeshi que o acidente foi na verdade uma tentativa de assassinato organizada por sua mãe. Não querendo acreditar nisso, uma luta entre os irmãos segue com Takeshi agora capaz de lutar com Gekkō em termos iguais, graças ao treinamento de sua mãe. Ele está prestes a ganhar vantagem quando Gekkō recorre a subterfúgios para fazer Takeshi baixar a guarda. Enquanto isso, Kurumi estava procurando por Takeshi no campo de batalha. Ela o encontra quando Gekkō está prestes a esfaqueá-lo e se interpõe no último segundo, salvando Takeshi, para o horror dos dois irmãos. Isso galvaniza Takeshi e ele começa a lutar seriamente contra seu irmão. O envolvimento se torna tão intenso que seus poderes começam a ficar fora de controle. Momoka aparece e atira uma "bomba" mágica na direção de ambos, fazendo-os desaparecer do campo de batalha. Kazuma é mostrado na casa de Takeshi. Ele curou Yōko e depois de ligar para a mãe dela, ele tira uma foto de Isoshima de seu bolso - a mesma foto dela que Takeshi tem. O foco então muda para um Takeshi recém-acordado que se encontra no terreno da Academia, mas eles estão estranhamente intocados pelos eventos recentes. Sua mãe e um de seus professores aparecem, apenas o professor está chamando-a de Sensei e Takeshi percebe que algo está errado. Um pôster próximo indica que o ano é 1998 - 16 anos atrás. Ele então encontra outras pessoas que conheceu, incluindo Momoko, Washizu, Tsukiomi e Kazuma que parecem ser amigos. Para sua surpresa adicional, Gekkō corre até o grupo enquanto Takeshi se senta em um banco tentando entender tudo. O grupo passa por Takeshi e Gekkō o cumprimenta ameaçadoramente. |                                                                                                   |                         |

## Recepção
A série de anime recebeu críticas esmagadoramente negativas.[carece de fontes?]
Nicoletta Browne, da THEM Anime Reviews, encontrou vários problemas com o show, entre eles os personagens insossos, o enredo mal construído e o final precipitado. Ela conclui que "a preguiça e a incompetência em exibição são deprimentes de se testemunhar".
Suzuki admitiu que foi um erro ter sua light novel adaptada para um anime.